# Birmingham Airport

i7
i11
i13
Birmingham Airport (IATA-Code: BHX, ICAO-Code: EGBB) ist der internationale Verkehrsflughafen der zweitgrößten britischen Stadt Birmingham und nach Passagieraufkommen der derzeit siebtgrößte Flughafen des Landes.

## Geschichte
Der Bau des Flughafens geht auf einen Stadtratsbeschluss von 1928 zurück; die Eröffnung war jedoch erst 1939. Im Zweiten Weltkrieg wurden die Start- und Landebahnen dann asphaltiert. 1967 begann ein Linienflugdienst mit Vickers VC10 nach New York City.
Im Jahr 1984 wurde ein neues Abfertigungsgebäude im Osten der Landebahn eröffnet, ein zweites Terminal kam am 26. Juli 1991 hinzu. 2008 wurde die kürzere von beiden Landebahnen geschlossen. 2009 eröffnete ein neuer Terminalteil als International Pier, 2014 konnte die Verlängerung der Landebahn auf 3052 Meter abgeschlossen werden.
Birmingham hatte bis Anfang 2011 zwei Terminals, wobei Terminal 2 von Flybe und Ryanair genutzt wurde und Terminal 1 für alle anderen Fluggesellschaften vorgesehen war. Im Februar 2011 wurden die beiden Terminals durch Umbauten und die Schaffung neuer Zentralbereiche zu einem einzigen Terminal zusammengelegt.

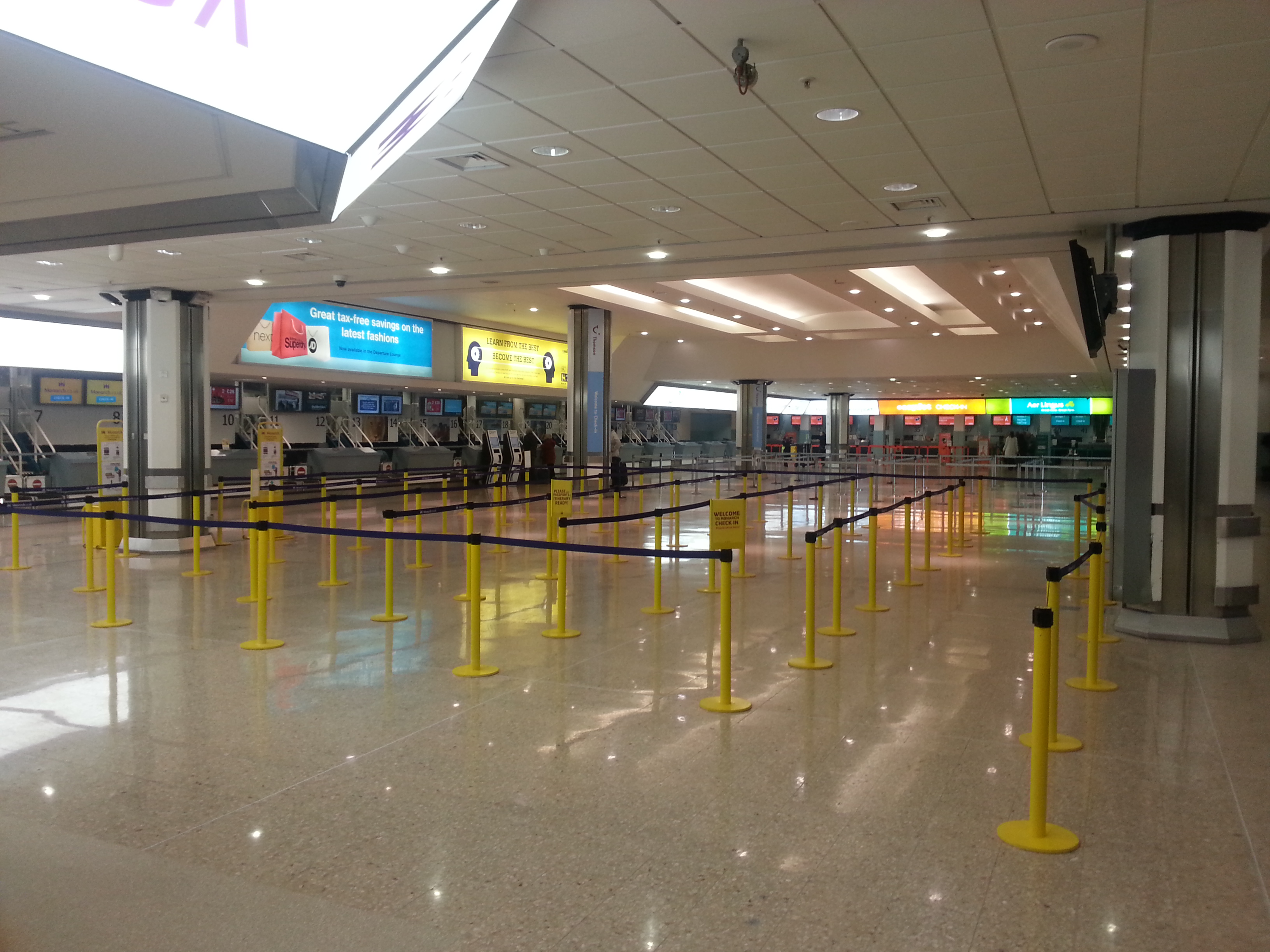
Check-In-Bereich 1 des neuen Terminals

2014 erwarb der kanadische Pensionsfonds Ontario Teachers’ Pension Plan (OTPP) einen Anteil von 48,25 % am Flughafen. 2017 verkaufte der OTPP rund 15 % seines Anteils (je 7,2 %) an die australische New South Wales Treasury Corporation („TCorp“) und den  Sunsuper Superannuation Fund („Sunsuper“), hält seither also noch 33,8 %. Die restlichen Anteile werden von den sieben Metropolitan Boroughs des West Midlands Metropolitan County und zu geringen Teilen von Angestellten gehalten.

## Lage und Verkehrsanbindung
Der Flughafen liegt 13 Kilometer östlich der Stadt auf dem Boden des Metropolitan Borough of Solihull, Region West Midlands. Er ist umgeben vom National Exhibition Centre im Osten, dem Dorf Bickenhill im Süden, Sheldon im Westen und Marston Green im Norden.
Der Flughafen ist über die Autobahn M42 und über die Fernstraße A45 zu erreichen; in Flughafennähe liegt zudem der Bahnhof Birmingham International an der West Coast Main Line mit häufigen Verbindungen in die Innenstadt. Mit dem Bau des neuen Bahnhof Birmingham Interchange an der Schnellfahrstrecke High Speed 2 erhält der Flughafen einen zusätzlichen Anschluss.

## Fluggesellschaften und Ziele
Ab Birmingham gibt es Flugverbindungen zu Zielen innerhalb des Vereinigten Königreichs, nach Kontinentaleuropa sowie einige Interkontinentalverbindungen.

## Zwischenfälle
- Am 5. März 1960 fiel an einer Douglas DC-3/C-47B-5-DK der britischen Don Everall Aviation (Luftfahrzeugkennzeichen G-AMSF) unmittelbar nach dem Abheben vom Flughafen Birmingham das Triebwerk Nr. 2 (rechts) aus. Die Maschine rollte nach rechts, wodurch das Tragflächenende auf dem Boden aufschlug. Das Flugzeug machte einen Ringelpiez, fing Feuer im Bereich des linken Triebwerks und wurde irreparabel beschädigt. Alle 31 Insassen, drei Besatzungsmitglieder und 28 Passagiere, überlebten den Unfall.[7]